# Demódoco

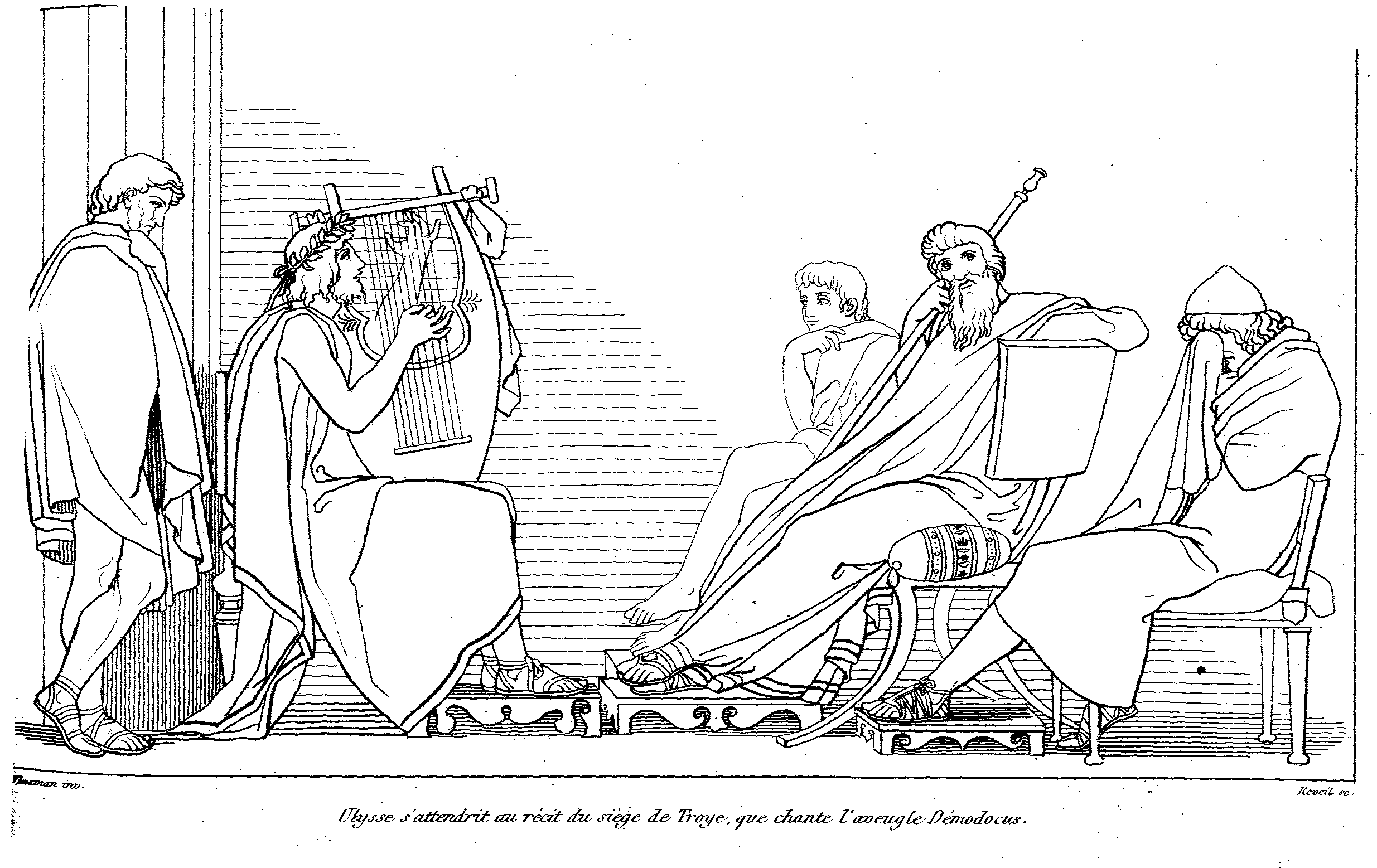
John Flaxman: Demódoco cantando ante Ulises y Alcínoo. 1810.

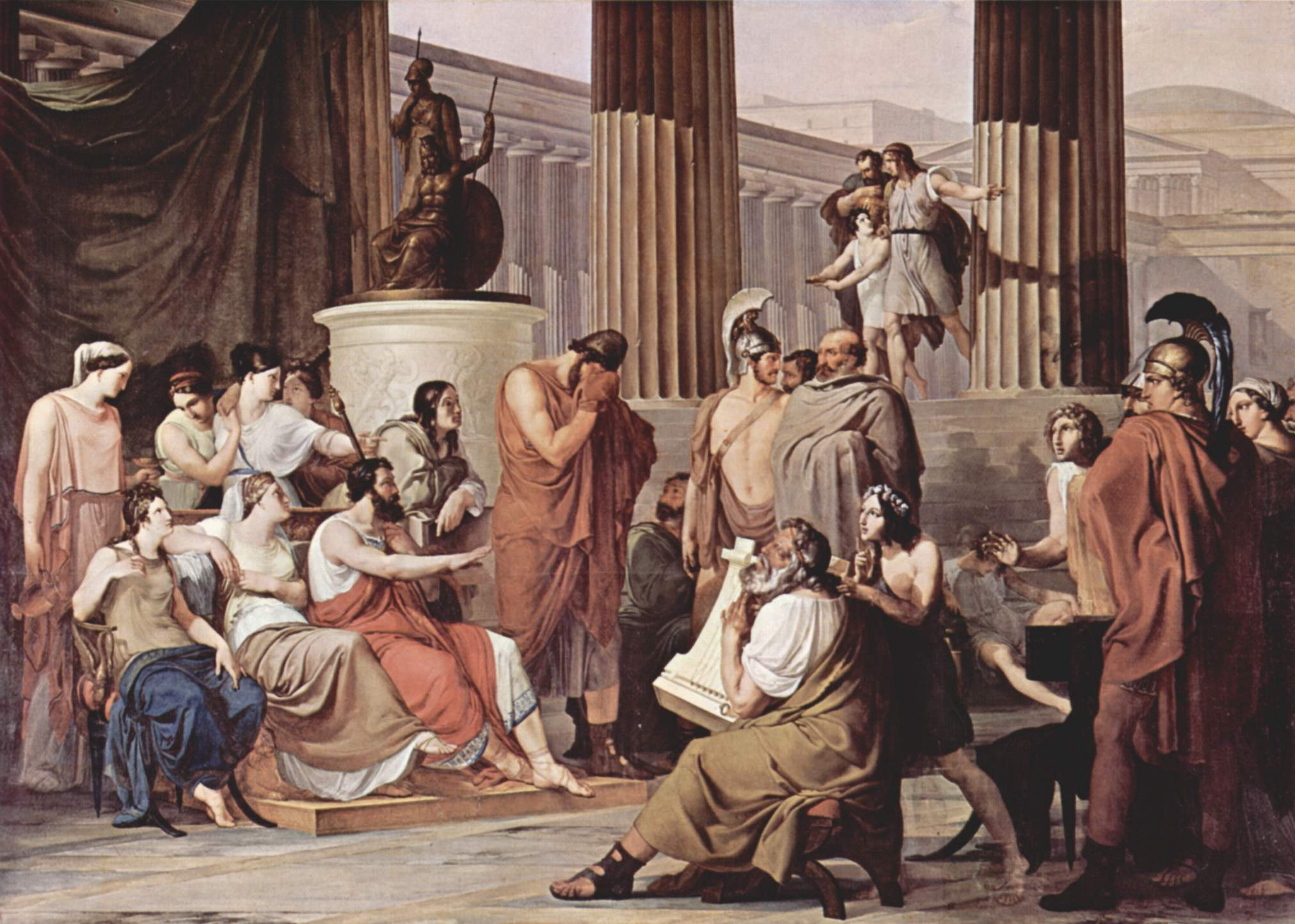
Francesco Hayez: Ulises en la corte de Alcínoo (Ulisse alla corte di Alcinoo, 1813 – 1815). Museo de Capodimonte.

Demódoco (en griego antiguo, Δημόδοκος: Dēmódokos) es un personaje de la Odisea. Aedo de la corte de Alcínoo, en el canto VIII de la epopeya es invitado de honor en un banquete durante el que canta episodios de la Guerra de Troya, en particular algunos que no figuran en la Ilíada, como una disputa entre Odiseo y Aquiles y otros relacionados con el Caballo de Troya. Demódoco canta también los amores de Ares y Afrodita.
Demódoco es ciego:

Y se acercó el heraldo con el fiel aedo

a quien la Musa amó mucho y le había dado lo bueno y lo malo,

le privó de los ojos, pero le concedió el dulce canto.
Odisea, VIII, 63 - 64.

Los autores antiguos se apoyaban en este pasaje, así como en dos versos de los Himnos homéricos, para afirmar que Homero era ciego. Martin P. Nilsson, en su libro Homer and Mycenæ (1933), señala que en ciertas regiones eslavas, los bardos eran  ritualmente calificados de «ciegos», porque se suponía que la pérdida de la vista estimulaba la memoria.